# John Washington Butler
John Washington Butler (1875-1952) fue un granjero estadounidense nacido en el Estado de Tennessee. Fue miembro de la Cámara de Representantes de Tennessee.
Es recordado por haber presentado la Ley Butler (1925), que prohibía la enseñanza de la teoría de la evolución en las escuelas públicas.
Ese mismo año se llevó a cabo el Juicio Scopes, donde el maestro John Scopes (3 de agosto de 1900 – 21 de octubre de 1970) fue declarado culpable de enseñar la teoría de Darwin a sus alumnos.
La ley Butler fue derogada en 1967.
Butler era admirador de William Jennings Bryan. Butler declaró en referencial al juicio de Scopes:
En primer lugar, la Biblia es el fundamento sobre el que se construye nuestro gobierno americano. ... El evolucionista que niega la historia bíblica de la creación, así como otros relatos bíblicos, no puede ser cristiano ... va de la mano del Modernismo, convierte a Jesucristo en un fakir, roba al cristiano su esperanza y socava los cimientos de nuestro Gobierno ...